# Neuforweiler
Neuforweiler ist ein Stadtteil von Saarlouis (Saarland) mit rund 1600 Einwohnern. Neuforweiler grenzt direkt an Picard und Altforweiler.

## Geschichte
Zum Bau der neuen französischen Grenzfestung Saarlouis im Jahre 1680 wurden verschiedene Regimenter abkommandiert, darunter die Regimenter de Picard und du Dauphin. Ihre Ansiedlungen wurden die Dörfer Picard und Bourg-Dauphin.
Später wurde Bourg-Dauphin in Neuforweiler umbenannt, nach dem benachbarten, älteren Forweiler, dessen Name dann zur besseren Unterscheidung in Altforweiler geändert wurde. In der lokalen Umgangssprache blieb der französische Name noch lange als Bedofingen erhalten.
Der am 30. Oktober 1697 zu Rijswijk abgeschlossene Friedensvertrag ist ein wichtiges Datum in der Geschichte von Neuforweiler. In Folge dieses Friedens musste die französische Moselfestung Mont-Royal bei Traben-Trarbach von Frankreich aufgegeben und geschleift werden. Teile der Bevölkerung von Mont-Royal siedelten nach Saarlouis über und äußerten in einem Bittbrief an den französischen König den Wunsch, sich östlich der Ortschaft Altforweiler niederlassen zu dürfen. Die neue Ansiedlung sollte den Namen Bourg Dauphin tragen. Der rechtmäßige Adressat des Bittbriefes war aber nicht der französische König, sondern nach dem Friedensschluss von Rijswijk der Herzog von Lothringen. Er gestattete, dass sich die Umsiedler aus Mont-Royal im Bereich des heutigen Neuforweiler niederlassen durften.
Entsprechend der Bekanntmachung vom 10. Juli 1947 und den Gemeinderatsbeschlüssen des Gemeinderates von Neuforweiler vom 5. April und 13. Dezember 1946 wurde der bisherige Gemeindename Neuforweiler in den historisch begründeten Namen „Bourg Dauphin“ umgeändert. Durch Beschluss vom 12. Januar 1953 wurde nach Anhörung des Gemeinderates von Bourg Dauphin der bisherige Gemeindename Bourg Dauphin wieder in „Neuforweiler“ zurückgeändert.
Neuforweiler war bis 1815 dem Kanton Saarlouis zugeordnet, im Département Moselle.
Die Freiwillige Feuerwehr Neuforweiler wurde im Jahr 1901 unter Amtsbürgermeister Ritter und Ortsbürgermeister Rupp gegründet. Erster Brandmeister war der Lehrer Kirchhof. Ihm standen 16 Wehrmänner zur Verfügung. Von 1910 bis 1918 führte Nikolaus Wiltz die Feuerwehr. Ihm folgte bis zum Jahr 1925 Peter Schuler. Ferdinand Eisenbarth war von 1925 bis 1928 und Johann Karl Müller von 1928 bis 1935 Wehrführer. Danach war Brandmeister Norbert Thiel bis zum Jahre 1953 Wehrführer. Ihn löste Brandmeister Ernst Bläs ab, der die Wehr bis 1968 führte. Von 1968 an bis zur Zusammenlegung der drei Löschbezirke zum Löschbezirk Saarlouis-West, führte Oberbrandmeister Helmut Jourdain, zunächst als Wehrführer des Amtes Bisten, nach der Eingemeindung von Neuforweiler in die Kreisstadt Saarlouis, als Löschbezirksführer, die Feuerwehr in Neuforweiler.
Neuforweiler wurde bereits am 1. Juli 1970 im Vorgriff auf die Gebietsreform von 1974 ein Saarlouiser Stadtteil.

## Sprache
Die traditionelle Umgangssprache ist 'Saarlouiser Platt', ein moselfränkischer Dialekt.

## Ortsansichten

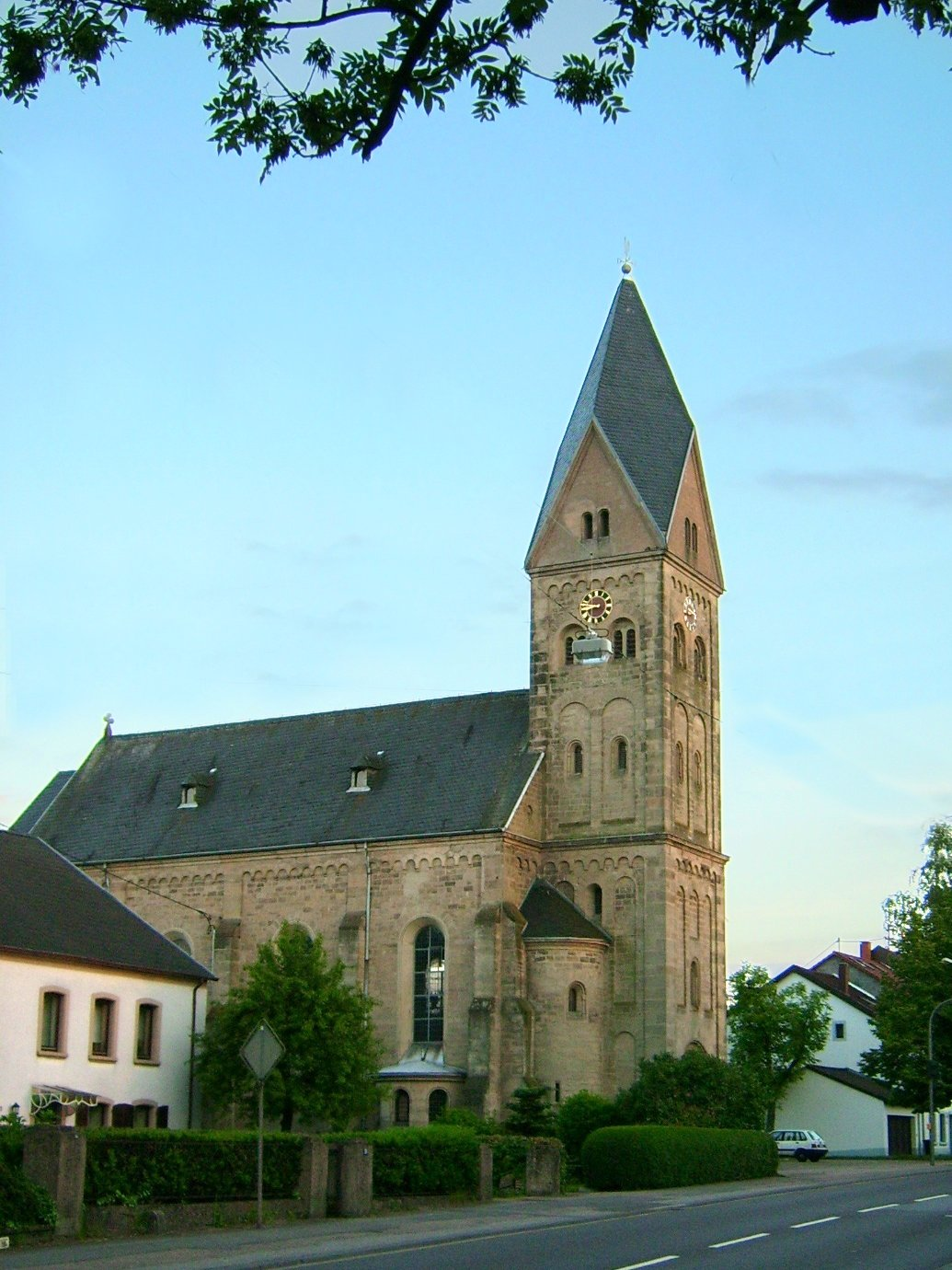
Katholische Kirche St. Medardus, von Norden aus gesehen
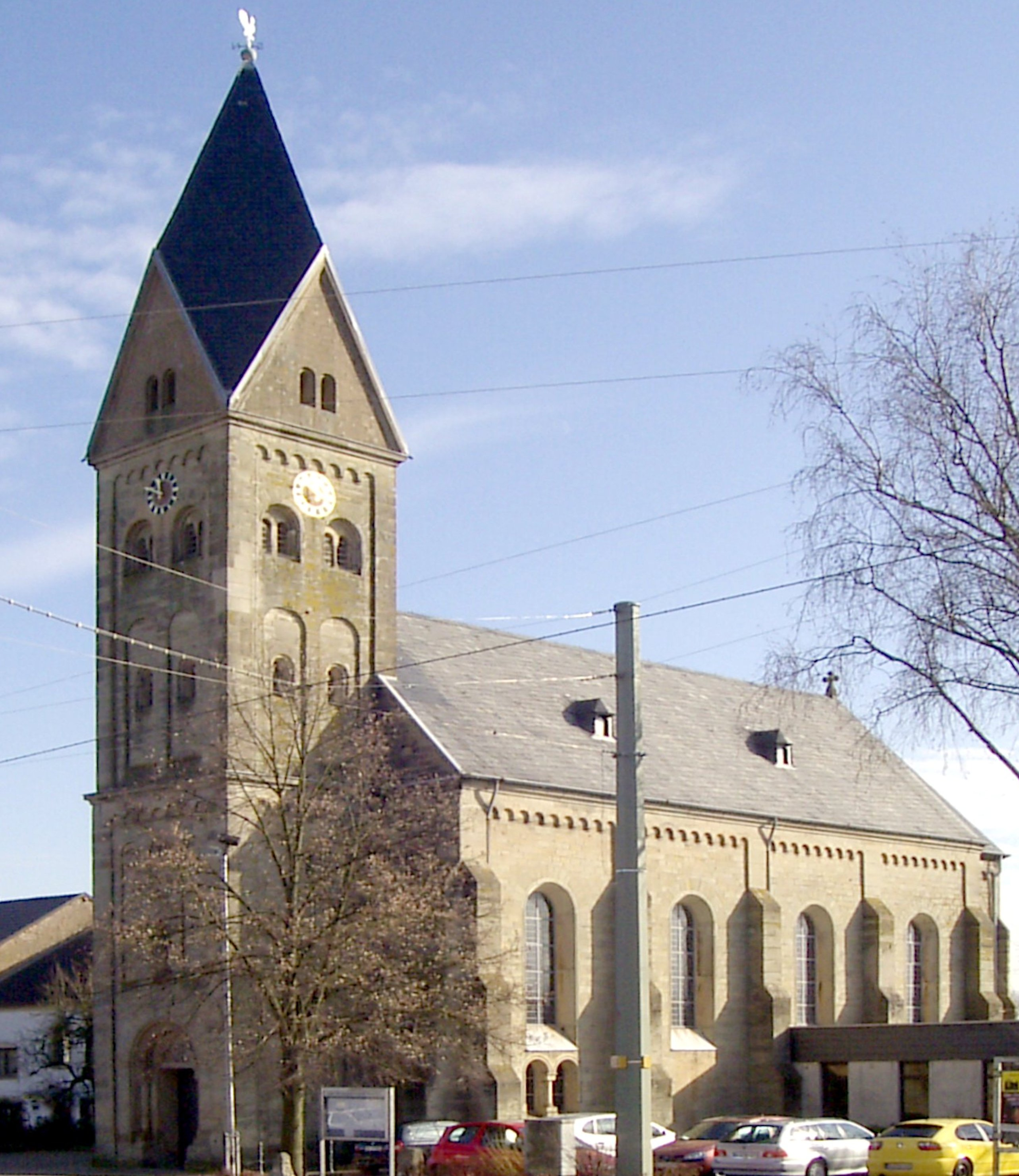
Katholische Kirche St. Medardus, Südwestseite